# Anneline Kriel
Anneline Kriel là một người mẫu và diễn viên của Nam Phi. Cô chiến thắng trong cuộc thi Hoa hậu Thế giới 1974 năm 19 tuổi đại diện cho cộng đồng người da trắng tại Nam Phi. Cô là Á hậu 1 tại cuộc thi này nhưng do Helen Morgan bị truất ngôi do đã có con trước khi thi nên cô được lên thay.
Cô kết hôn với ông trùm giải trí và kinh doanh sòng bạc Sol Kerzner (một nhân vật có tiếng tại Sun City). Sau đó cô đã ly dị và lấy Peter Bacon và cuối cùng là Phillip Tucker.
| Tứ đại Hoa hậu (1974)        | Tứ đại Hoa hậu (1974)           | Tứ đại Hoa hậu (1974)               | Tứ đại Hoa hậu (1974)     |
| ---------------------------- | ------------------------------- | ----------------------------------- | ------------------------- |
| Hoa hậu Hoàn vũ Amparo Munoz | Hoa hậu Thế giới Anneline Kriel | Hoa hậu Quốc tế Karen Brucene Smith | Hoa hậu Trái đất không có |